# Jens Gad
 (septembre 2018).
Si vous disposez d'ouvrages ou d'articles de référence ou si vous connaissez des sites web de qualité traitant du thème abordé ici, merci de compléter l'article en donnant les références utiles à sa vérifiabilité et en les liant à la section « Notes et références ».
Jens Gad, né le 26 août 1966 à Munich, est un guitariste, compositeur et producteur de musique danois.

## Carrière
En tant que coproducteur de plusieurs albums, Jens Gad a joué un rôle important dans le succès du projet musical Enigma de Michael Cretu. Parallèlement, il possède son propre studio et a lui-même fondé des projets de musique, parmi lesquels Achillea ou Enigmatic Obsession.
Sa musique peut être attribuée au genre ethno influencé par Enigma. Pour Sandra, il a produit et composé des titres pour l'album The Art of Love (en) sorti en 2007 et pour l'album Back to Life (en) sorti en 2009. En 1990, il joue le rôle du musicien Roger Gallaghan dans la série Ron et Tanja (de).

## Discographie
- Enigmatic Obsession : Secret of Seduction (2005)
- Achillea : The Nine Worlds (2005)
- Jens Gad : Le Spa Sonique (2006)
- Achillea : Amadas Estrellas (2007)
- Sandra : The Art of Love (2007)
- Sandra : Back To Life (2009)